# Aleksej Seliverstov
Aleksej Seliverstov, född den 24 juli 1976 i Ufa, Ryssland, är en rysk bobåkare.
Han tog OS-silver i herrarnas fyrmanna i samband med de olympiska bobtävlingarna 2006 i Turin.